# Wetherington
Wetherington è un census-designated place (CDP) degli Stati Uniti d'America, situato nello stato dell'Ohio, nella contea di Butler.